# Norvège aux Jeux olympiques d'hiver de 1952
Cet article contient des informations sur la participation et les résultats de la Norvège aux Jeux olympiques d'hiver de 1952 que le pays organise à Oslo.
En remportant 7 médailles d'or, la Norvège remporte le plus grand nombre de médailles d'or lors des Jeux. Ça sera la dernière fois qu'un pays organisateur remportera le plus de médailles d'or aux Jeux d'hiver jusqu'au Canada qui a remporté le plus de médailles d'or aux Jeux olympiques d'hiver de 2010 à Vancouver.

## Médaillés
| Médaille | Nom                                                             | Sport               | Épreuve                 |
| -------- | --------------------------------------------------------------- | ------------------- | ----------------------- |
| Or       | Stein Eriksen                                                   | Ski alpin           | Slalom hommes           |
| Or       | Hallgeir Brenden                                                | Ski de fond         | 18 km hommes            |
| Or       | Simon Slåttvik                                                  | Combiné nordique    | Individuel hommes       |
| Or       | Arnfinn Bergmann                                                | Saut à ski          | Tremplin normal hommes  |
| Or       | Hjalmar Andersen                                                | Patinage de vitesse | 1 500 m hommes          |
| Or       | Hjalmar Andersen                                                | Patinage de vitesse | 5 000 m hommes          |
| Or       | Hjalmar Andersen                                                | Patinage de vitesse | 10 000 m hommes         |
| Argent   | Stein Eriksen                                                   | Ski alpin           | Slalom hommes           |
| Argent   | Magnar Estenstad Mikal Kirkholt Martin Stokken Hallgeir Brenden | Ski de fond         | Relais 4 × 10 km hommes |
| Argent   | Torbjørn Falkanger                                              | Saut à ski          | Tremplin normal hommes  |
| Bronze   | Guttorm Berge                                                   | Ski alpin           | Slalom hommes           |
| Bronze   | Magnar Estenstad                                                | Ski de fond         | 50 km hommes            |
| Bronze   | Sverre Stenersen                                                | Combiné nordique    | Individuel hommes       |
| Bronze   | Arne Johansen                                                   | Patinage de vitesse | 500 m hommes            |
| Bronze   | Roald Aas                                                       | Patinage de vitesse | 1 500 m hommes          |
| Bronze   | Sverre Haugli                                                   | Patinage de vitesse | 5000 m hommes           |

## Résultats

### Ski alpin
| Athlète            | Épreuve      | Course 1     | Course 1 | Course 2     | Course 2     | Total        | Total              |
| Athlète            | Épreuve      | Temps        | Rang     | Temps        | Rang         | Temps        | Rang               |
| ------------------ | ------------ | ------------ | -------- | ------------ | ------------ | ------------ | ------------------ |
| Sverre Johannessen | Descente     |              |          |              |              | Non partant  | –                  |
| Johnny Lunde       | Descente     |              |          |              |              | 2 min 43 s 6 | 20                 |
| Gunnar Hjeltnes    | Descente     |              |          |              |              | 2 min 35 s 9 | 7                  |
| Stein Eriksen      | Descente     |              |          |              |              | 2 min 33 s 8 | 6                  |
| Alf Opheim         | Slalom géant |              |          |              |              | 2 min 35 s 9 | 19                 |
| Guttorm Berge      | Slalom géant |              |          |              |              | 2 min 34 s 5 | 13                 |
| Gunnar Hjeltnes    | Slalom géant |              |          |              |              | 2 min 33 s 7 | 10                 |
| Stein Eriksen      | Slalom géant |              |          |              |              | 2 min 25 s 0 | Médaille d'or      |
| Gunnar Hjeltnes    | Slalom       | 1 min 11 s 6 | 49       | Non qualifié | Non qualifié | Non qualifié | Non qualifié       |
| Per Rollum         | Slalom       | 1 min 01 s 6 | 11 Q     | 1 min 02 s 9 | 9            | 2 min 04 s 5 | 8                  |
| Guttorm Berge      | Slalom       | 1 min 01 s 1 | 6 Q      | 1 min 00 s 6 | 3            | 2 min 01 s 7 | Médaille de bronze |
| Stein Eriksen      | Slalom       | 59 s 2       | 1 Q      | 1 min 02 s 0 | 6            | 2 min 01 s 2 | Médaille d'argent  |

| Athlète             | Épreuve      | Course 1     | Course 1 | Course 2     | Course 2 | Total        | Total |
| Athlète             | Épreuve      | Temps        | Rang     | Temps        | Rang     | Temps        | Rang  |
| ------------------- | ------------ | ------------ | -------- | ------------ | -------- | ------------ | ----- |
| Borghild Niskin     | Descente     |              |          |              |          | Non partant  | –     |
| Karen-Sofie Styrmoe | Descente     |              |          |              |          | 2 min 15 s 5 | 31    |
| Dagny Jørgensen     | Descente     |              |          |              |          | 1 min 56 s 8 | 21    |
| Margit Hvammen      | Descente     |              |          |              |          | 1 min 50 s 9 | 7     |
| Tull Gasmann        | Slalom géant |              |          |              |          | 2 min 34 s 3 | 35    |
| Dagny Jørgensen     | Slalom géant |              |          |              |          | 2 min 31 s 1 | 33    |
| Margit Hvammen      | Slalom géant |              |          |              |          | 2 min 17 s 7 | 18    |
| Borghild Niskin     | Slalom géant |              |          |              |          | 2 min 11 s 9 | 6     |
| Tull Gasmann        | Slalom       | 1 min 29 s 4 | 35       | 1 min 07 s 5 | 8        | 2 min 36 s 9 | 33    |
| Karen-Sofie Styrmoe | Slalom       | 1 min 15 s 0 | 28       | 1 min 12 s 6 | 27       | 2 min 27 s 6 | 23    |
| Margit Hvammen      | Slalom       | 1 min 09 s 8 | 14       | 1 min 11 s 4 | 23       | 2 min 21 s 2 | 18    |
| Borghild Niskin     | Slalom       | 1 min 08 s 7 | 10       | 1 min 09 s 0 | 14       | 2 min 17 s 7 | 11    |

### Bobsleigh
| Traîneau | Athlètes                       | Épreuve    | Manche 1      | Manche 1 | Manche 2      | Manche 2 | Manche 3      | Manche 3 | Manche 4      | Manche 4 | Total         | Total |
| Traîneau | Athlètes                       | Épreuve    | Temps         | Rang     | Temps         | Rang     | Temps         | Rang     | Temps         | Rang     | Temps         | Rang  |
| -------- | ------------------------------ | ---------- | ------------- | -------- | ------------- | -------- | ------------- | -------- | ------------- | -------- | ------------- | ----- |
| NOR-1    | Arne Holst Kåre Christiansen   | Bob à deux | 1 min 24 s 52 | 13       | 1 min 24 s 77 | 11       | 1 min 24 s 24 | 12       | 1 min 24 s 88 | 14       | 5 min 38 s 41 | 13    |
| NOR-2    | Erik Tandberg Curt James Haydn | Bob à deux | 1 min 26 s 33 | 15       | 1 min 24 s 82 | 12       | 1 min 24 s 23 | 11       | 1 min 24 s 24 | 10       | 5 min 39 s 62 | 14    |

| Traîneau | Athlètes                                                       | Épreuve      | Manche 1      | Manche 1 | Manche 2      | Manche 2 | Manche 3      | Manche 3 | Manche 4      | Manche 4 | Total         | Total |
| Traîneau | Athlètes                                                       | Épreuve      | Temps         | Rang     | Temps         | Rang     | Temps         | Rang     | Temps         | Rang     | Temps         | Rang  |
| -------- | -------------------------------------------------------------- | ------------ | ------------- | -------- | ------------- | -------- | ------------- | -------- | ------------- | -------- | ------------- | ----- |
| NOR-1    | Arne Holst Trygve Brudevold Curt James Haydn Kåre Christiansen | Four-man     | 1 min 20 s 05 | 12       | 1 min 19 s 93 | 9        | 1 min 19 s 98 | 12       | 1 min 21 s 40 | 12       | 5 min 21 s 36 | 12    |
| NOR-2    | Reidar Alveberg Anders Hveem Arne Røgden Gunnar Thoresen       | Bob à quatre | 1 min 21 s 53 | 15       | 1 min 21 s 18 | 13       | 1 min 20 s 77 | 14       | 1 min 20 s 99 | 10       | 5 min 24 s 47 | 13    |

### Ski de fond
| Épreuve | Athlète             | Course          | Course             |
| Épreuve | Athlète             | Temps           | Rang               |
| ------- | ------------------- | --------------- | ------------------ |
| 18 km   | Sverre Stenersen    | 1 h 09 min 44 s | 27                 |
| 18 km   | Per Gjelten         | 1 h 07 min 40 s | 20                 |
| 18 km   | Ottar Gjermundshaug | 1 h 06 min 13 s | 17                 |
| 18 km   | Simon Slåttvik      | 1 h 05 min 40 s | 15                 |
| 18 km   | Mikal Kirkholt      | 1 h 04 min 53 s | 12                 |
| 18 km   | Magnar Estenstad    | 1 h 04 min 26 s | 11                 |
| 18 km   | Martin Stokken      | 1 h 03 min 00 s | 6                  |
| 18 km   | Hallgeir Brenden    | 1 h 01 min 34 s | Médaille d'or      |
| 50 km   | Harald Maartmann    | 3 h 43 min 43 s | 8                  |
| 50 km   | Edvin Landsem       | 3 h 40 min 43 s | 7                  |
| 50 km   | Olav Økern          | 3 h 38 min 45 s | 4                  |
| 50 km   | Magnar Estenstad    | 3 h 38 min 28 s | Médaille de bronze |

| Athlètes                                                        | Course         | Course            |
| Athlètes                                                        | Temps          | Rang              |
| --------------------------------------------------------------- | -------------- | ----------------- |
| Magnar Estenstad Mikal Kirkholt Martin Stokken Hallgeir Brenden | 2 h 3 min 13 s | Médaille d'argent |

| Épreuve | Athlète                | Course      | Course |
| Épreuve | Athlète                | Temps       | Rang   |
| ------- | ---------------------- | ----------- | ------ |
| 10 km   | Jorun Tangen-Askersrud | 47 min 45 s | 12     |
| 10 km   | Gina Regland-Sigstad   | 45 min 37 s | 10     |
| 10 km   | Marit Øiseth           | 45 min 04 s | 7      |
| 10 km   | Rakel Wahl             | 44 min 54 s | 6      |

### Patinage artistique
| Athlète           | Figures imposées | Libre        | Points          | Places | Rang |
| ----------------- | ---------------- | ------------ | --------------- | ------ | ---- |
| Bjørg Løhner Øien | 23               | Non partante | N'a pas terminé | –      | –    |
| Ingeborg Nilsson  | 25               | 24           | 113,322         | 215    | 24   |

| Athlètes                         | Points | Places | Rang |
| -------------------------------- | ------ | ------ | ---- |
| Bjørg Skjærlaaen Reidar Børjeson | 8,346  | 117    | 13   |

### Hockey sur glace
Le tournoi a lieu dans un format de round-robin avec neuf équipes participantes.
| \| Équipe \| Joués \| Gagnés \| Perdus \| Nuls \| Buts pour \| Buts contre \| Pts \| \| -------------------- \| ----- \| ------ \| ------ \| ---- \| --------- \| ----------- \| --- \| \| Canada \| 8 \| 7 \| 0 \| 1 \| 71 \| 14 \| 15 \| \| États-Unis \| 8 \| 6 \| 1 \| 1 \| 43 \| 21 \| 13 \| \| Suède \| 9 \| 7 \| 2 \| 0 \| 53 \| 22 \| 14 \| \| Tchécoslovaquie \| 9 \| 6 \| 3 \| 0 \| 50 \| 23 \| 12 \| \| Suisse \| 8 \| 4 \| 4 \| 0 \| 40 \| 40 \| 8 \| \| Pologne \| 8 \| 2 \| 5 \| 1 \| 21 \| 56 \| 5 \| \| Finlande \| 8 \| 2 \| 6 \| 0 \| 21 \| 60 \| 4 \| \| Allemagne de l'Ouest \| 8 \| 1 \| 6 \| 1 \| 21 \| 53 \| 3 \| \| Norvège (9e) \| 8 \| 0 \| 8 \| 0 \| 15 \| 46 \| 0 \| | - Norvège 2-3 USA - Norvège 0-6 Tchécoslovaquie - Norvège 2-4 Suède - Norvège 2-7 Suisse - Norvège 2-5 Finlande - Norvège 2-6 Norvège - Norvège 2-11 Canada - Norvège 3-4 Pologne |        |        |      |           |             |     |
| Équipe | Joués | Gagnés | Perdus | Nuls | Buts pour | Buts contre | Pts |
| Canada | 8 | 7      | 0      | 1    | 71        | 14          | 15  |
| États-Unis | 8 | 6      | 1      | 1    | 43        | 21          | 13  |
| Suède | 9 | 7      | 2      | 0    | 53        | 22          | 14  |
| Tchécoslovaquie | 9 | 6      | 3      | 0    | 50        | 23          | 12  |
| Suisse | 8 | 4      | 4      | 0    | 40        | 40          | 8   |
| Pologne | 8 | 2      | 5      | 1    | 21        | 56          | 5   |
| Finlande | 8 | 2      | 6      | 0    | 21        | 60          | 4   |
| Allemagne de l'Ouest | 8 | 1      | 6      | 1    | 21        | 53          | 3   |
| Norvège (9e) | 8 | 0      | 8      | 0    | 15        | 46          | 0   |

Joueurs :  Jan Erik Adolfsen, Arne Berg, Egil Bjerklund, Per Dahl, Bjørn Gulbrandsen, Bjørn Oscar Gulbrandsen, Finn Gundersen, Arthur Kristiansen, Gunnar Kroge, Johnny Larntvet, Roar Pedersen,  Annar Petersen, Ragnar Rygel, Leif Solheim, Øivind Solheim, Roy Strandem, Per Voigt

### Combiné nordique
Épreuves:
- Ski de fond pendant 18 km
- saut à ski sur tremplin normal

La partie du ski de fond de l'épreuve est combiné avec l'épreuve principale, cela signifie donc que les athlètes participent ici aux deux disciplines en même temps. Les détails peuvent être retrouvés dans la section ski de fond de cet article.
L'épreuve de saut à ski (tremplin normal) a lieu séparément de l'épreuve principale de saut à ski, les résultats peuvent être retrouvés dans le tableau ci-dessous (les athlètes sont autorisés à faire trois sauts, les deux meilleurs sauts sont comptabilisés et sont montrés ici).
| Athlète             | Épreuve    | Ski de fond | Ski de fond | Saut à ski | Saut à ski | Saut à ski | Saut à ski | Total   | Total              |
| Athlète             | Épreuve    | Points      | Rang        | Distance 1 | Distance 2 | Points     | Rang       | Points  | Rang               |
| ------------------- | ---------- | ----------- | ----------- | ---------- | ---------- | ---------- | ---------- | ------- | ------------------ |
| Sverre Stenersen    | Individuel | 213,335     | 9           | 68,0 m     | 69,5 m     | 223,0      | 2          | 436,335 | Médaille de bronze |
| Per Gjelten         | Individuel | 220,848     | 6           | 65,0 m     | 66,0 m     | 212,0      | 3          | 432,848 | 5                  |
| Ottar Gjermundshaug | Individuel | 226,121     | 5           | 61,0 m     | 64,5 m     | 206,0      | 6          | 432,121 | 6                  |
| Simon Slåttvik      | Individuel | 228,121     | 3           | 67,0 m     | 66,5 m     | 223,5      | 1          | 451,621 | Médaille d'or      |

### Saut à ski
| Athlète            | Épreuve         | Saut 1   | Saut 1 | Saut 1 | Saut 2   | Saut 2 | Saut 2 | Total  | Total             |
| Athlète            | Épreuve         | Distance | Points | Rang   | Distance | Points | Rang   | Points | Rang              |
| ------------------ | --------------- | -------- | ------ | ------ | -------- | ------ | ------ | ------ | ----------------- |
| Halvor Næs         | Tremplin normal | 63,5 m   | 108,0  | 8      | 64,5 m   | 108,5  | 3      | 216,5  | 4                 |
| Arne Hoel          | Tremplin normal | 66,5 m   | 109,0  | 7      | 63,5 m   | 106,5  | 5      | 215,5  | 6                 |
| Arnfinn Bergmann   | Tremplin normal | 67,5 m   | 112,0  | 2      | 68,0 m   | 114,0  | 1      | 226,0  | Médaille d'or     |
| Torbjørn Falkanger | Tremplin normal | 68,0 m   | 113,0  | 1      | 64,0 m   | 108,5  | 3      | 221,5  | Médaille d'argent |

### Patinage de vitesse
| Épreuve  | Athlète           | Course          | Course             |
| Épreuve  | Athlète           | Temps           | Rang               |
| -------- | ----------------- | --------------- | ------------------ |
| 500 m    | Sigmund Søfteland | 44 s 3          | 10                 |
| 500 m    | Hroar Elvenes     | 44 s 1          | 6                  |
| 500 m    | Finn Helgesen     | 44 s 01         | 5                  |
| 500 m    | Arne Johansen     | 44 s 0          | Médaille de bronze |
| 1 500 m  | Nic Stene         | 2 min 24 s 8    | 15                 |
| 1 500 m  | Ivar Martinsen    | 2 min 23 s 4    | 8                  |
| 1 500 m  | Roald Aas         | 2 min 21 s 6    | Médaille de bronze |
| 1 500 m  | Hjalmar Andersen  | 2 min 20 s 4    | Médaille d'or      |
| 5 000 m  | Yngvar Karlsen    | 8 min 48 s 2    | 20                 |
| 5 000 m  | Wiggo Hanssen     | 8 min 37 s 2    | 9                  |
| 5 000 m  | Sverre Haugli     | 8 min 22 s 4    | Médaille de bronze |
| 5 000 m  | Hjalmar Andersen  | 8 min 10 s 6 2  | Médaille d'or      |
| 10 000 m | Ingar Nordlund    | N'a pas terminé | –                  |
| 10 000 m | Yngvar Karlsen    | 18 min 10 s 6   | 18                 |
| 10 000 m | Sverre Haugli     | 17 min 30 s 2   | 6                  |
| 10 000 m | Hjalmar Andersen  | 16 min 45 s 8 2 | Médaille d'or      |

1 Pas de médaille de bronze décerné à Helgesen car il a fini derrière son concurrent direct durant sa course
2 Record olympique